# Tămășeni
Tămășeni es una comuna ubicada en el distrito de Neamț, Rumania.

## Superficie
Posee una superficie de 23,75 kilómetros cuadrados.

## Demografía
Hasta 2021 la población era de 6958 habitantes, con una densidad de población de 293,0 habitantes por kilómetro cuadrado.